# Erustes
Erustes település Spanyolországban, Toledo tartományban. Erustes Santa Olalla, Carriches, Mesegar de Tajo, Cebolla és Domingo Pérez községekkel határos. Lakosainak száma 226 fő (2024).

## Népesség
A település népessége az utóbbi években az alábbiak szerint változott:
| Lakosok száma | 200  | 206  | 232  | 255  | 245  | 238  | 211  | 193  | 206  | 226  |
|               | 2001 | 2004 | 2007 | 2009 | 2012 | 2014 | 2017 | 2019 | 2022 | 2024 |